# Биркат ха-миним

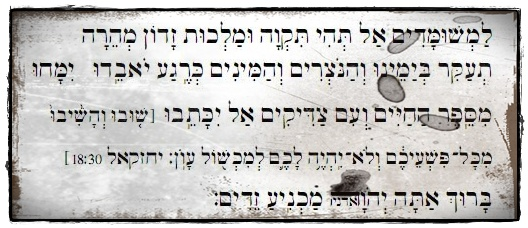
Псевдорасшифрованный текст пергаментов каирской генизы.
Биркат ха-миним — 12-е благословение молитвы «Шемоне-Эсре» палестинской традиции.
Использованы слова: мешумадим, ноцрим, миним, зедим.
Подлинный текст по ссылке на пергамент

Биркат ха-миним (Биркат ха-Миним, от мишн. ивр. ברכת המינים‎ — «благословение выкрестов») в талмудическом иудаизме — двенадцатое благословение (сразу после благословения о судьях) молитвы «Амида» (произносимой трижды в день), которое на самом деле является проклятием иудеохристиан.
Автор и причина, место и время составления молитвы достоверно неизвестны.

## Текст
Да не быть коферам надежды,
а всем миним и малшиним немедля да быть истреблёнными,
а всем врагам и ненавистникам да быть скорее уничтоженными,
а Римскую империю скорее да уничтожи, да повергни, да пресеки, да усмири скорее во дни наши!
Благословен Ты, Господи, Повергающий врагов, да Усмиряющий зедим!
Оригинальный текст (иврит)לכפרים אל תהי תקוה וכל המינים וכל המלשינים כרגע יאבדו וכל אויבינו וכל שונאנו מהרה יכרתו ומלכות זדון מהרה תעקר ותשבר ותכלה ותכניעם במהרה בימנו ברוך אתה יהוה שובר אויבים ומכניע זדים‎
— Сефардский сидур «Седер ха-тфилот ме-сидур», Венеция, 1552, врача-раввина Исаака бар-Шемтова, кабальеро, для евреев-сефардов испано-португальской диаспоры

## Описание
Л. Гинзберг утверждал, что изначально в молитве «Шемоне-Эсре» палестинской традиции было 17 благословений, а 18-м стал биркат ха-миним. По мнению Эльбогена, вавилонские раввины разделили пополам единое благословение («Бог Давидов и строитель Иерусалима») на 14-е благословение «о восстановлении Иерусалима» и 15-е благословение «о Мессии, потомке Давида», чтобы угодить вавилонскому экзиларху (который был из «дома Давидова»). Так в молитве «Амида» вавилонской традиции образовалось 19 благословений.
Биркат ха-миним часто меняли по цензурным соображениям, вместо ла-зедим ве-ла-миним стали читать ла-мешумадим (Салоникский махзор, Орах хаим 118), ве-ла-пошим, ве-ла-малшиним (ашкеназский обычай); вместо миним поставили «всем поступающим несправедливо». Маймонид в своей книге «Мишне Тора» писал, что если ведущий общинную молитву (хаззан) запнулся при произнесении биркат ха-миним, то его отстраняют от почётного служения при молитве, подозревая в нём одного из иудео-христиан (Мишне Тора, Ахава, Тфила 10:3). В палестинских синагогах все обязаны были произносить громко в унисон молитву «Шемоне-Эсре» (включая биркат ха-миним), а в вавилонских синагогах при произнесении хаззаном молитвы «Амида» следовало вслух ответить «аминем» после биркат ха-миним (и вообще всякого благословения), что служило способом выявления христиан в синагоге, когда видели, что кто-либо не произносил биркат ха-миним. Так, подобное было описано в Ин. 9:22, 12:42, 16:2.
В XIX веке европейские исследователи полагали, что биркат ха-миним (славословие против изменников) было направлено против иудеохристиан. Исследователи предположили, что слово зедим относилось к сирийским захватчикам, слово цдуким относилось к саддукеям, слово миним (у Маймонида — апикорсим) относилось к иудеям, перешедшим в христианство, слово пошим относилось к еретикам.
По легенде, записанной в Вавилонском Талмуде (Брахот 28 б) утверждается, что биркат ха-миним было составлено при Гамлиэле II. Иудео-христиане сеяли смуту в синагогах своими частыми спорами с раввинами, поэтому-то Гамлиэль II навёл проклятие на христиан. Якобы, Симон ха-Паколи написал текст молитвы «Шемоне-Эсре», а Гамлиэль II приказал дополнить её проклятием христиан. Современными исследователями, приписываемое ямнийскому собранию составление молитвы «Амида» (и входящему в неё биркат ха-миним), признаётся мифом.